# Волда (село)
Волда — адміністративний центр комуни Волда в графстві Мере-ог-Ромсдал у Норвегії. Село розташоване на північно-східному березі Волдсфіорду, трохи менше ніж за 10 кілометрів на південь від села Ерста.
Село займає площу 3,77-квадратного-кілометра (930-акрів) та має населення 6433 особи станом на 2018 рік.
У Волді розташовані адміністрація комуни, муніципальні школи та обласна лікарня. Окрім цього тут розміщено державний Університетський коледж Волда, де навчається близько 3000 студентів та працює 350 співробітників. Він спеціалізується на підготовці викладачів, аніматорів, документалістів, журналістів. Цей навчальний заклад є організатором щорічного Норвезького фестивалю документального кіно. У Волді є торговий центр та промислові підприємства. В центральній частині села розташована церква Волда, побудована в 1932 році за планами, розробленими архітектором Арнштейном Арнебергом. В селі випускається місцева газета — норв. Avisa Møre. В селі Волда розташовані Окружний суд Сьоре Суннмьоре і Сьоре Суннмьоре прості (церковний деканат).
Аеропорт Ерста-Волда, Говден, розташований між селами Волда та Ерста, вздовж автошляху E39, який проходить через обидва села. Є також поромне сполучення з селами через Вольдсфіорд, яке з'єднує Волду на північний захід з Лаувстадом і на південний захід з Фолькестадом.

## Галерея

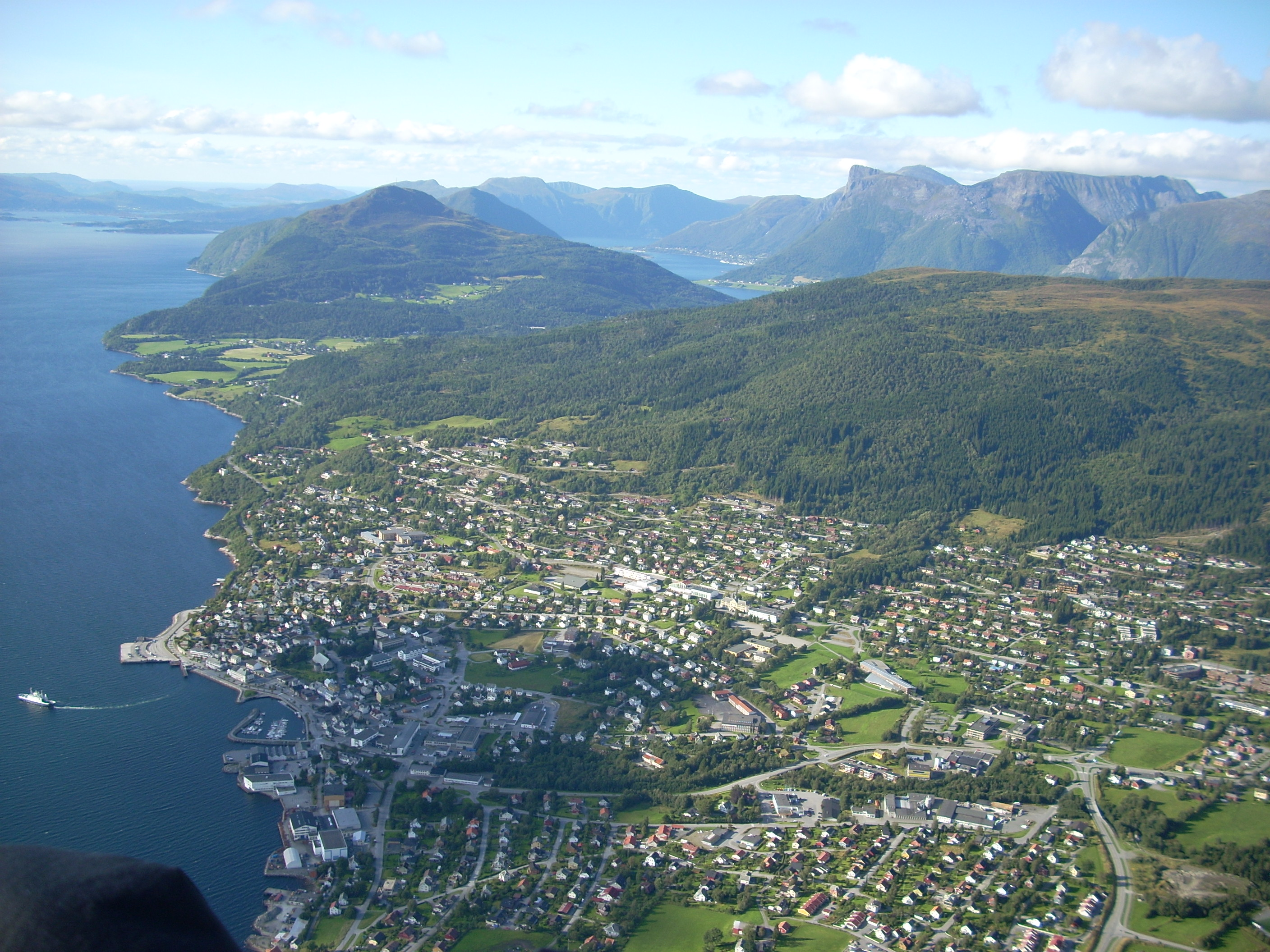
Волда з літака
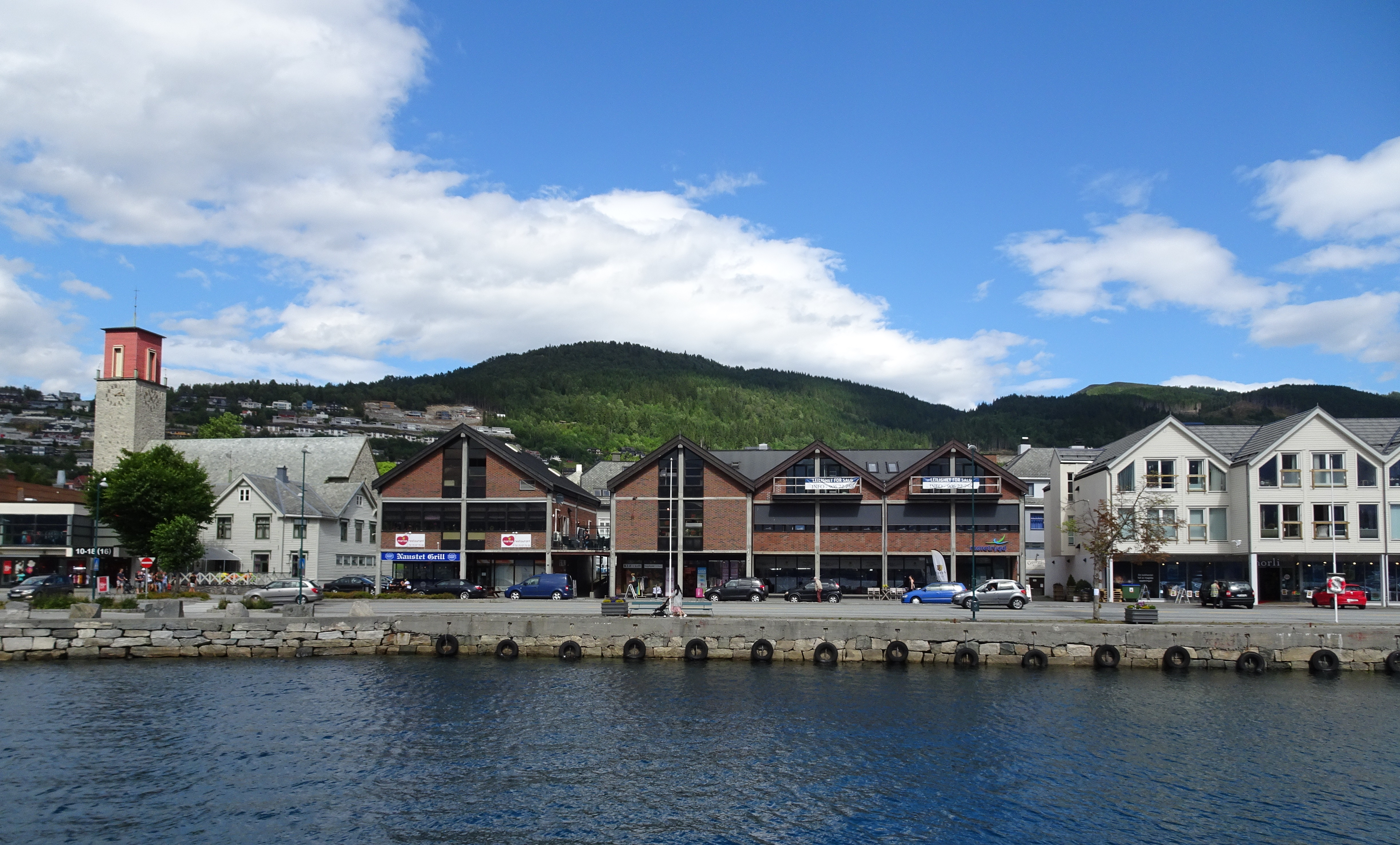
Центр та набережна
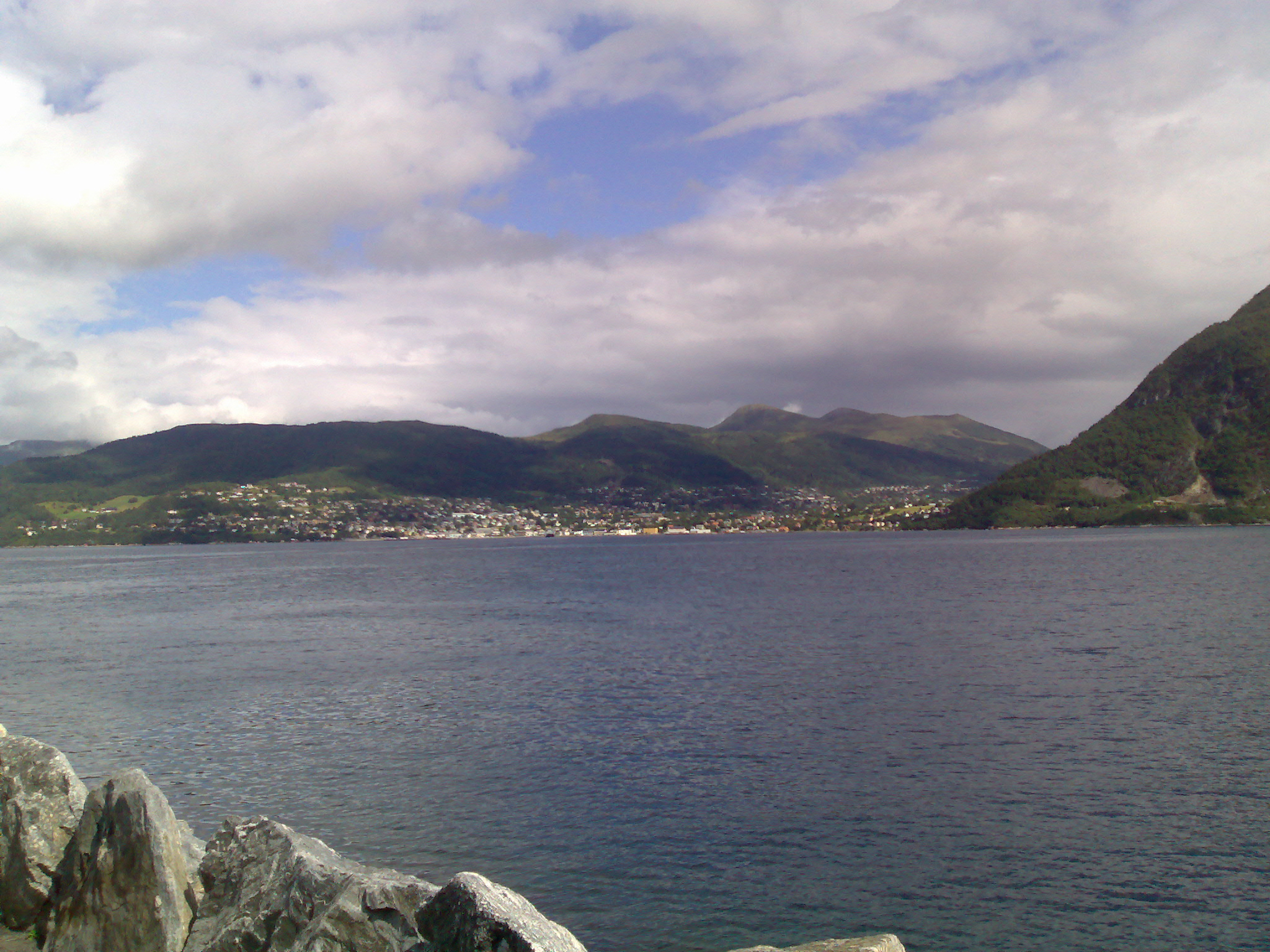
Краєвид з Фолкестада
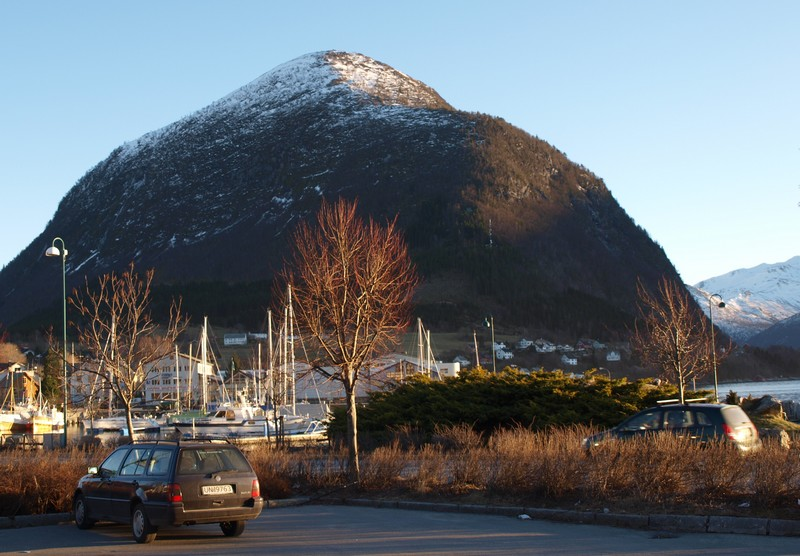
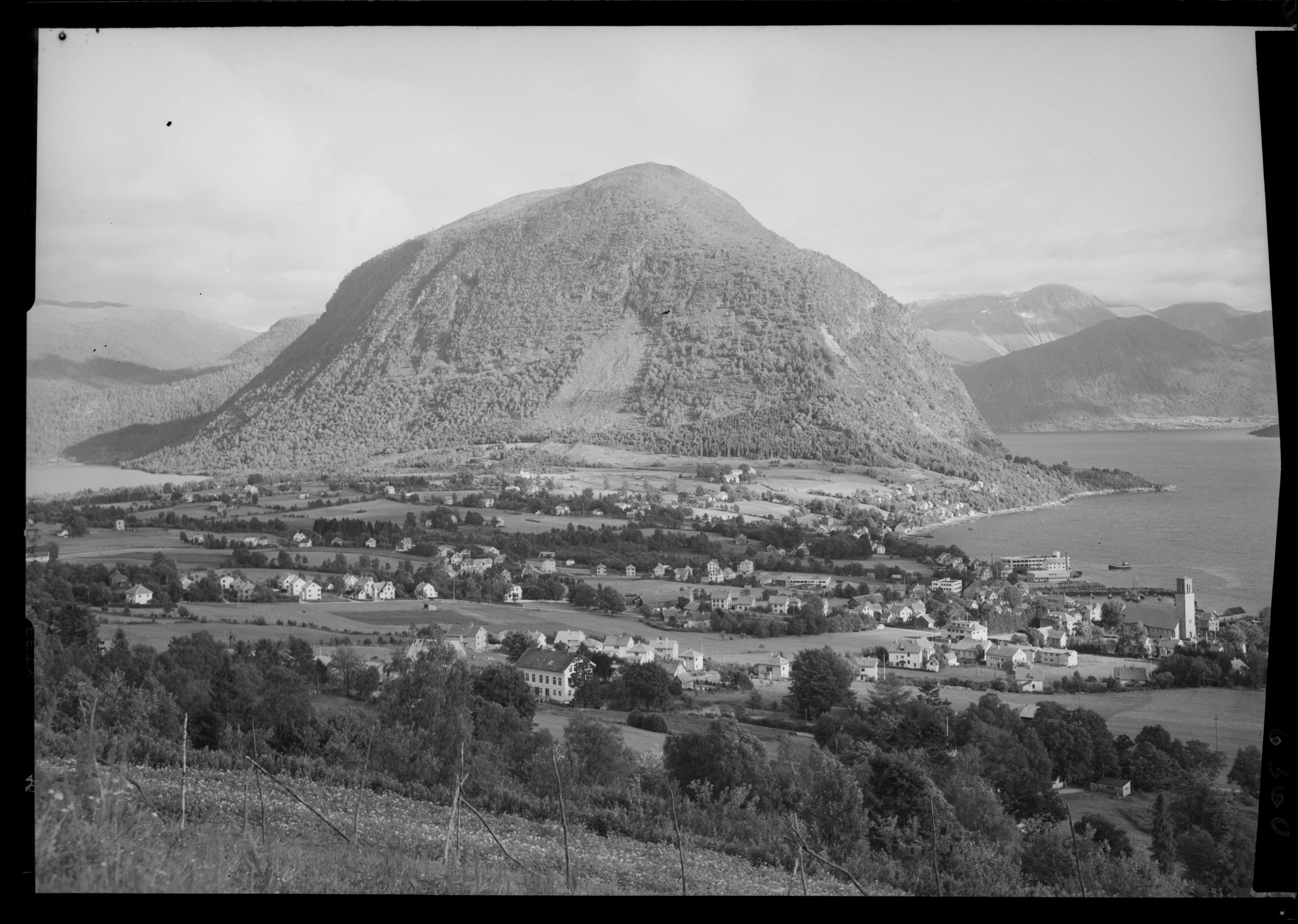
Фотограф: невідомий Ротсеторнет, Волда, Волдсфьорден, Волда, Море та Ромсдал. 1948 рік
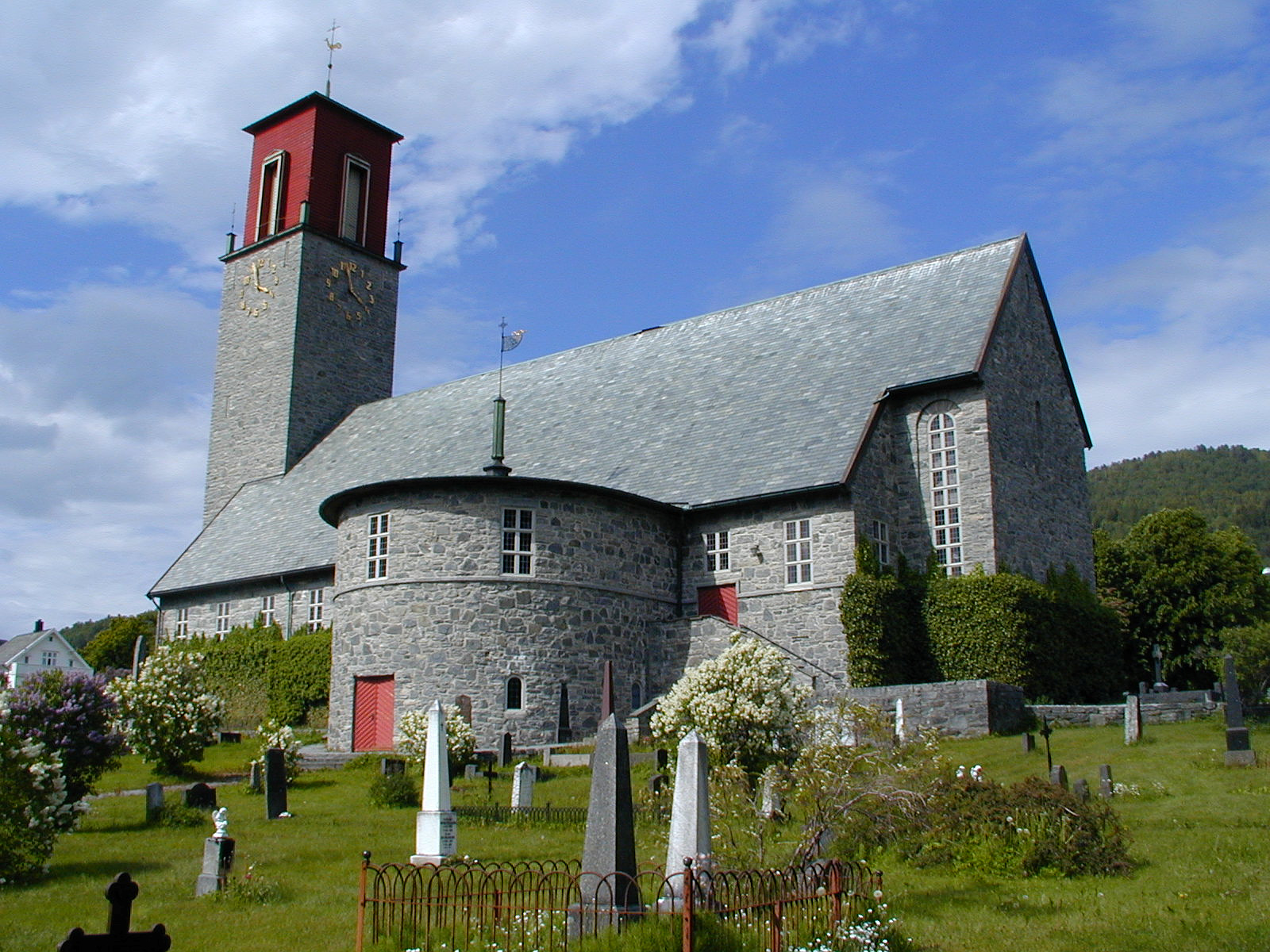
Волдська церква
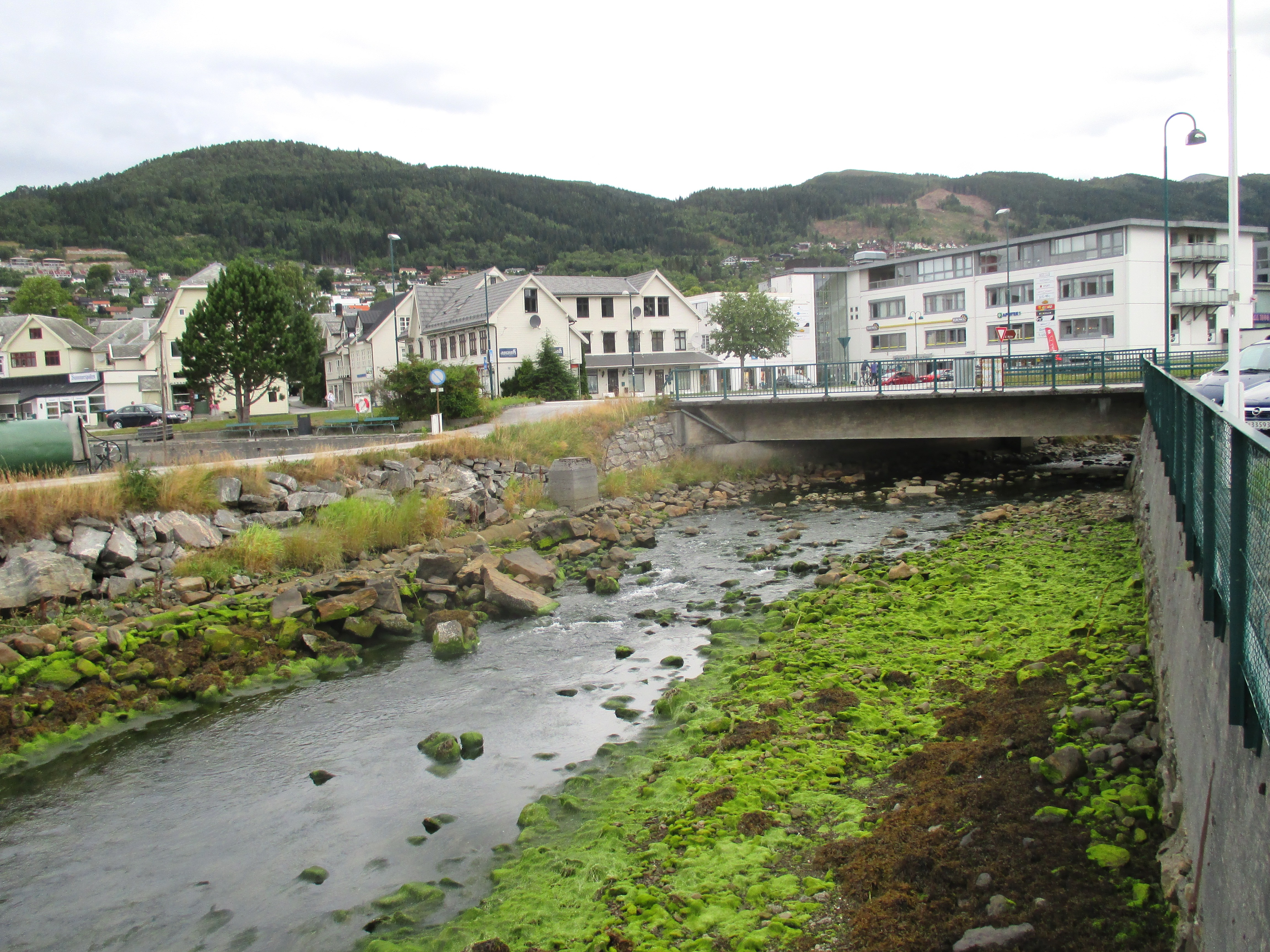
Річка Ойра у Волді
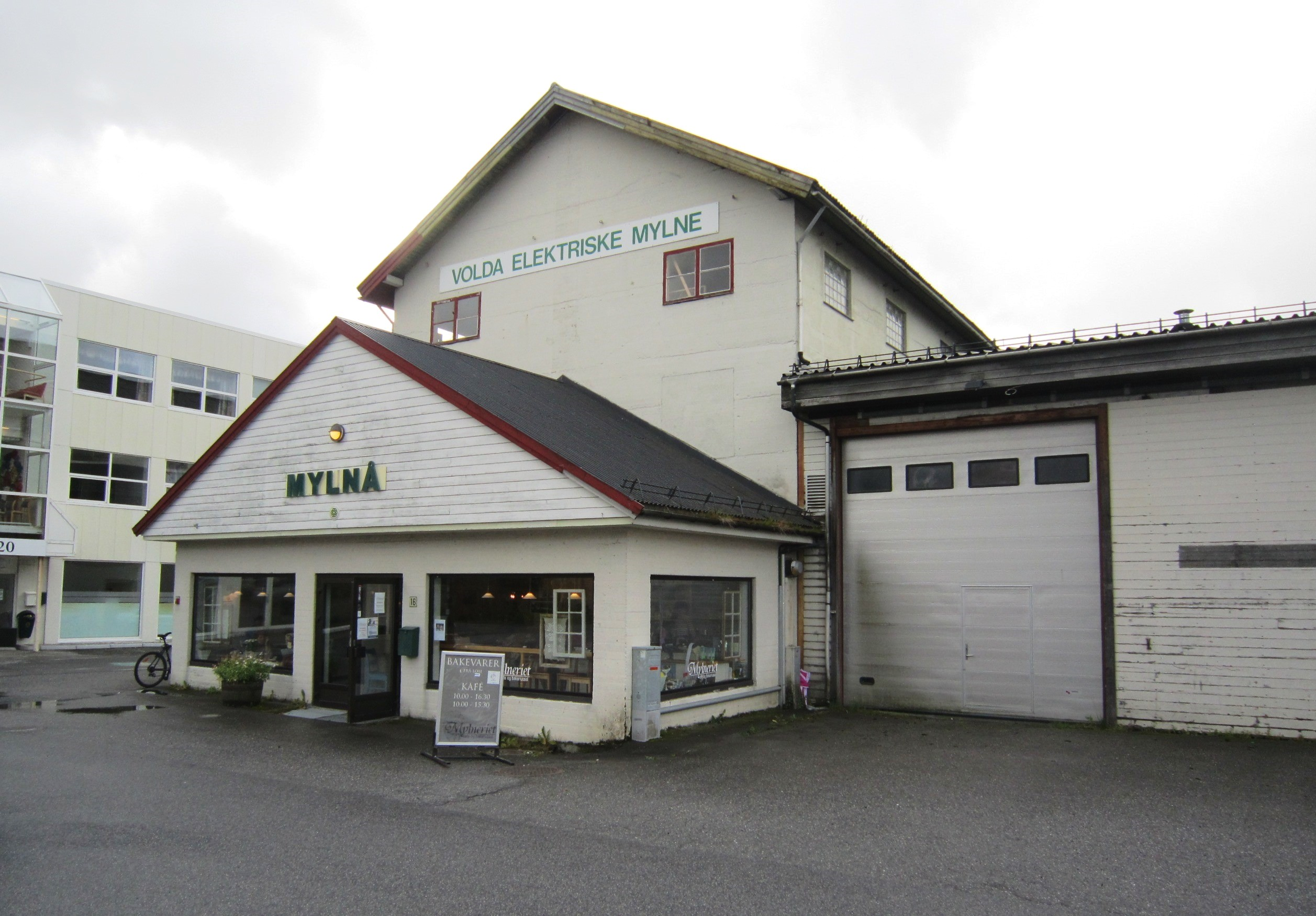
Електричний млин у селі
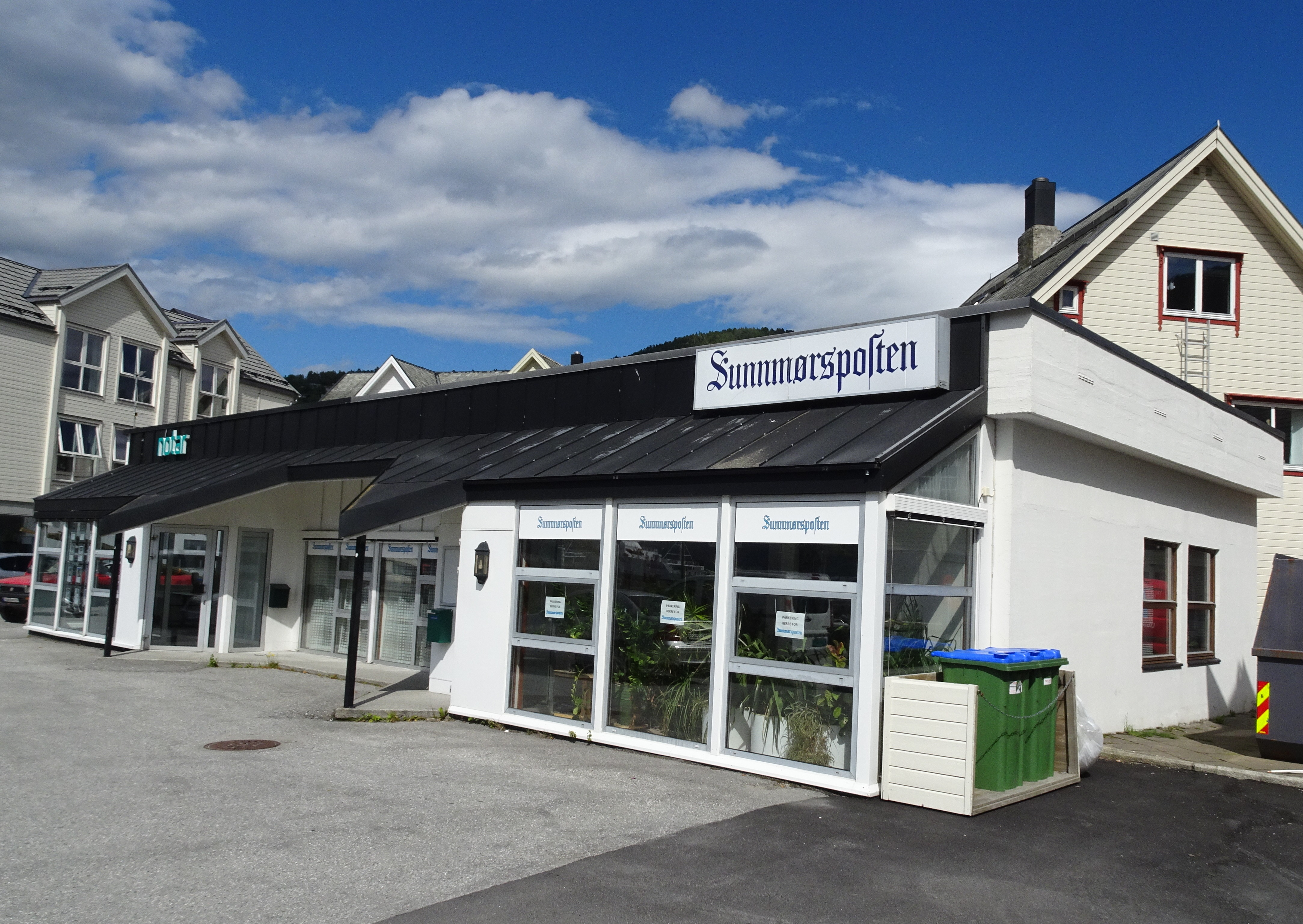
Районний офіс Sunnmørsposten у Волді
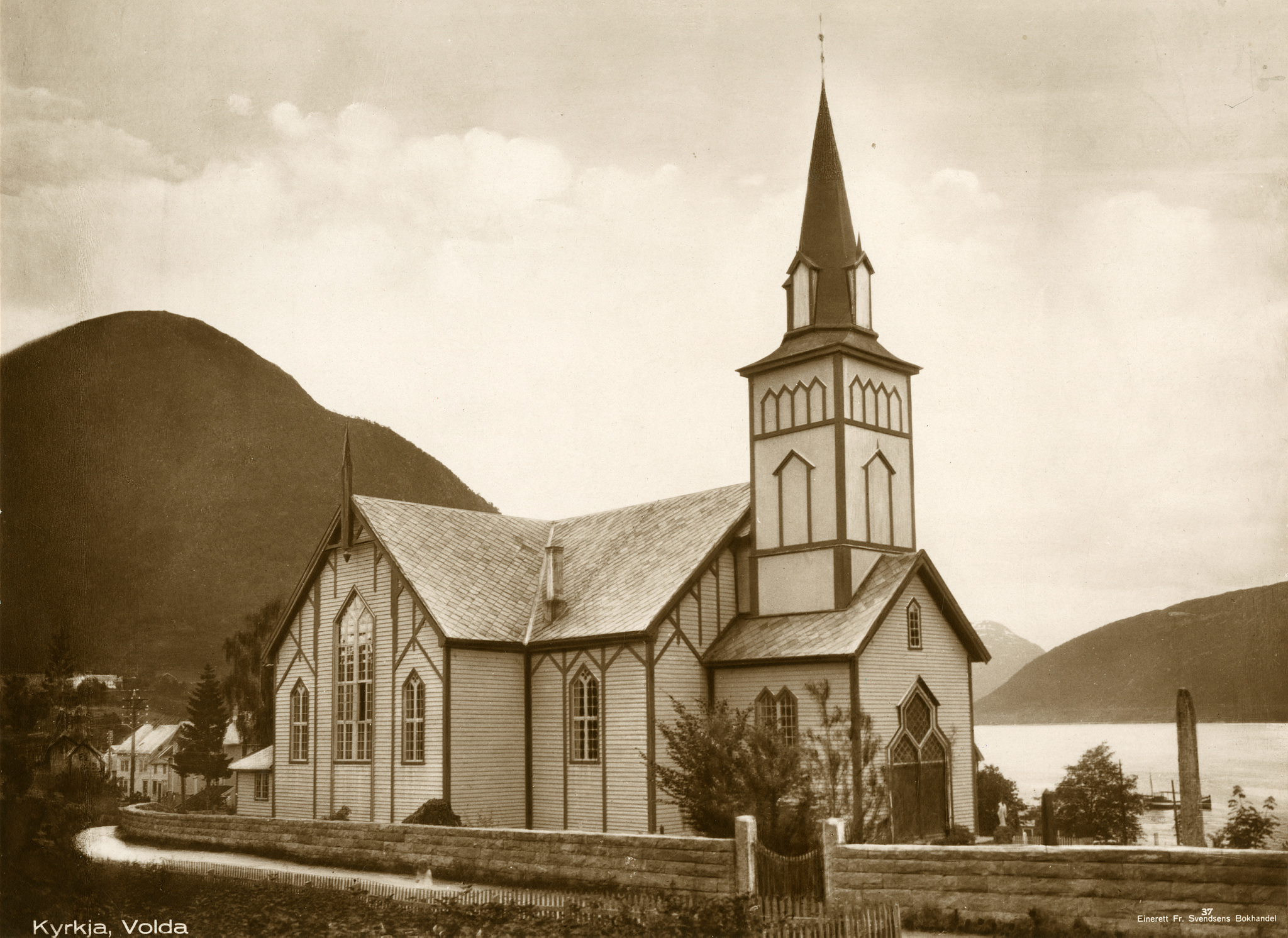
Ще дерев'яна Волдська церква (до 1929 року)
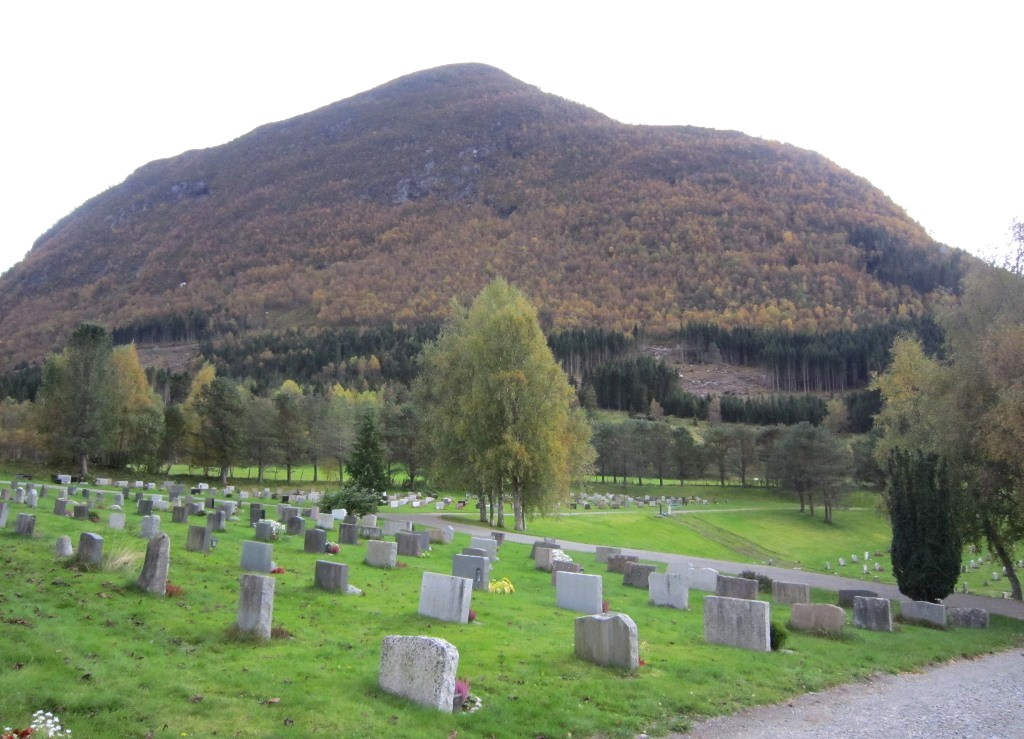
Кладовище у селі